# Francesco di Borbone-Vendôme (1519-1546)
Francesco di Borbone (23 settembre 1519 – La Roche-Guyon, 23 febbraio 1546) è stato un principe francese conte di Enghien.

## Biografia
Era figlio di Carlo IV di Borbone-Vendôme. Ebbe il comando dell'esercito francese in Italia da parte di Francesco I nel corso delle guerre d'Italia.
Gli fu affidato il comando delle truppe francesi, nell'ambito dell'alleanza franco-ottomana, all'assedio di Nizza del 1543 e portò alla vittoria le armi francesi nella battaglia di Ceresole del 1544.
La sua prematura morte, nel 1546, fu causata da un incidente (caduta di una pesante cassa) nel castello di La Roche-Guyon.

## Ascendenza
|                                |                       |                                    | Genitori                       |  |  | Nonni |  |  | Bisnonni                         |  |  | Trisnonni                  |  |
|                                |                       |                                    |                                |  |  |       |  |  | Giovanni VIII di Borbone-Vendôme |  |  | Luigi I di Borbone-Vendôme |  |
|                                |                       |                                    |                                |  |  |       |  |  | Giovanni VIII di Borbone-Vendôme |  |  | Luigi I di Borbone-Vendôme |  |
|                                |                       | Giovanna di Montfort               |                                |  |  |       |  |  | Giovanni VIII di Borbone-Vendôme |  |  |                            |  |
| Francesco di Borbone-Vendôme   |                       |                                    |                                |  |  |       |  |  | Giovanni VIII di Borbone-Vendôme |  |  |                            |  |
|                                |                       | Isabelle de Beauvau                | Luigi di Beauvau               |  |  |       |  |  |                                  |  |  |                            |  |
|                                |                       | Isabelle de Beauvau                | Luigi di Beauvau               |  |  |       |  |  |                                  |  |  |                            |  |
|                                |                       | Isabelle de Beauvau                | Margherita di Chambley         |  |  |       |  |  |                                  |  |  |                            |  |
| Carlo IV di Borbone-Vendôme    |                       | Isabelle de Beauvau                |                                |  |  |       |  |  |                                  |  |  |                            |  |
|                                |                       | Pietro II di Lussemburgo-Saint-Pol | Luigi di Lussemburgo-Saint-Pol |  |  |       |  |  |                                  |  |  |                            |  |
|                                |                       | Pietro II di Lussemburgo-Saint-Pol | Luigi di Lussemburgo-Saint-Pol |  |  |       |  |  |                                  |  |  |                            |  |
|                                |                       | Pietro II di Lussemburgo-Saint-Pol | Giovanna di Marle              |  |  |       |  |  |                                  |  |  |                            |  |
| Maria di Lussemburgo-Saint-Pol |                       | Pietro II di Lussemburgo-Saint-Pol |                                |  |  |       |  |  |                                  |  |  |                            |  |
|                                |                       | Margherita di Savoia               | Ludovico di Savoia             |  |  |       |  |  |                                  |  |  |                            |  |
|                                |                       | Margherita di Savoia               | Ludovico di Savoia             |  |  |       |  |  |                                  |  |  |                            |  |
|                                |                       | Margherita di Savoia               | Anna di Lusignano              |  |  |       |  |  |                                  |  |  |                            |  |
| Francesco di Borbone-Vendôme   |                       | Margherita di Savoia               |                                |  |  |       |  |  |                                  |  |  |                            |  |
|                                | Giovanni II d'Alençon | Giovanni I d'Alençon               |                                |  |  |       |  |  |                                  |  |  |                            |  |
|                                | Giovanni II d'Alençon | Giovanni I d'Alençon               |                                |  |  |       |  |  |                                  |  |  |                            |  |
|                                | Giovanni II d'Alençon | Maria di Bretagna                  |                                |  |  |       |  |  |                                  |  |  |                            |  |
| Renato d'Alençon               | Giovanni II d'Alençon |                                    |                                |  |  |       |  |  |                                  |  |  |                            |  |
|                                |                       | Maria d'Armagnac                   | Giovanni IV d'Armagnac         |  |  |       |  |  |                                  |  |  |                            |  |
|                                |                       | Maria d'Armagnac                   | Giovanni IV d'Armagnac         |  |  |       |  |  |                                  |  |  |                            |  |
|                                |                       | Maria d'Armagnac                   | Isabella di Navarra            |  |  |       |  |  |                                  |  |  |                            |  |
| Francesca d'Alençon            |                       | Maria d'Armagnac                   |                                |  |  |       |  |  |                                  |  |  |                            |  |
|                                |                       | Federico II di Vaudémont           | Antonio di Vaudémont           |  |  |       |  |  |                                  |  |  |                            |  |
|                                |                       | Federico II di Vaudémont           | Antonio di Vaudémont           |  |  |       |  |  |                                  |  |  |                            |  |
|                                |                       | Federico II di Vaudémont           | Maria d'Harcourt               |  |  |       |  |  |                                  |  |  |                            |  |
| Margherita di Lorena           |                       | Federico II di Vaudémont           |                                |  |  |       |  |  |                                  |  |  |                            |  |
|                                |                       | Iolanda d'Angiò                    | Renato d'Angiò                 |  |  |       |  |  |                                  |  |  |                            |  |
|                                |                       | Iolanda d'Angiò                    | Renato d'Angiò                 |  |  |       |  |  |                                  |  |  |                            |  |
|                                |                       | Iolanda d'Angiò                    | Isabella di Lorena             |  |  |       |  |  |                                  |  |  |                            |  |
|                                |                       | Iolanda d'Angiò                    |                                |  |  |       |  |  |                                  |  |  |                            |  |